# Каван (графство)
Ка́ван (ирл. An Cabhán; англ. Cavan) — графство на северо-востоке центральной части Ирландии. Входит в состав провинции Ольстер на территории Республики Ирландии. Административный центр и крупнейший город — Каван. Население 73 183 человек (20-е место среди графств Республики Ирландия; данные 2011 г.).

## География
Площадь территории 1931 км² (15-е место).